# Nadia Reisenberg
Nadia Reisenberg (ur. 14 lipca 1904 w Wilnie, zm. 10 czerwca 1983 w Nowym Jorku) – rosyjsko-amerykańska pianistka i pedagożka muzyczna będąca z pochodzenia litewską Żydówką.

## Życiorys

### Wczesne lata
Nadia Reisenberg urodziła się 14 lipca 1904 roku w Wilnie, ówcześnie leżącym na terenie Rosji. Była najstarszą z trzech córek wywodzących się z klasy średniej litewskich Żydów: księgowego Aarona Reisenberga i Rachel z domu Grad. Jej siostrami były Anna (Newta) Sherman (1905–1998), w późniejszych latach małżonka Meira Shermana (1913–1970), w latach 1951–1958 ministra gospodarki Izraela w Stanach Zjednoczonych, zaś od 1959 roku dyrektora zarządzającego izraelskiego koncernu paliwowego Paz Oil Company, oraz Clara Rockmore (1911–1998), w późniejszych latach początkowo skrzypaczka, a następnie specjalistka od gry na elektronicznym instrumencie theremin, w posługiwaniu się którym osiągnęła wirtuozerię.
W wieku 6 lat zaczęła grać na sprezentowanym jej rodzinie przez wujka fortepianie. Przejawiany przez nią, a także przez jej siostrę Clarę talent muzyczny sprawił, że gdy miała 11 lat rodzice zdecydowali o przeprowadzce do Piotrogrodu (ówczesna nazwa Petersburga), aby obie dziewczynki mogły uczęszczać do Konserwatorium Cesarskiego. W konserwatorium utalentowana Nadia budziła szczególne zainteresowanie jego dyrektora, kompozytora Aleksandra Głazunowa. Jej głównym nauczycielem był pedagog fortepianu Leonid Nikołajew.

### Kariera
W 1918 roku, z powodu wstrząsów politycznych i trudności wynikłych wskutek wbuchu rewolucji rosyjskiej, Reisenbergowie opuścili Rosję i podróżowali po obszarze dzisiejszej Litwy, Polski i Niemiec. W okresie tym Nadia i Clara rozwijały się muzycznie, m.in. w 1921 roku, podczas pobytu w Polsce, Nadia zagrała po raz pierwszy koncert z udziałem orkiestry: wykonała koncert fortepianowy Nikołaja Rimskiego-Korsakowa z Orkiestrą Filharmonii Warszawskiej pod dyrekcją Artura Rodzińskiego, który przy tym debiutował jako dyrygent. W 1921 roku Reisenbergowie otrzymali wizy, w związku z czym wyruszyli w podróż statkiem do Stanów Zjednoczonych. 19 grudnia 1921 roku dotarli na Wyspę Ellis, gdzie ich przyjaciel, rosyjski bankier Isaac J. „Sasha” Sherman, ułatwił im odprawę celną. Bratankiem Sashy Shermana był Meir Sherman, późniejszy mąż siostry Nadii, Anny.
Początkowo Nadia, podobnie jak i jej siostra Clara, odbywała występy w prywatnych domach, organizowane przez Sashę Shermana. Uczyła się także u urodzonego w Warszawie pianisty Alexandra Lamberta. 17 grudnia 1922 roku zaliczyła swój amerykański debiut muzyczny, grając fantazję polską Ignacego Jana Paderewskiego w nowojorskiej Carnegie Hall, w obecności kompozytora utworu. Jak później napisał w recenzji dziennik „New York Herald”, „młoda artystka wykazała się niezwykłym wglądem muzycznym, nadając solówce żywiołowość i błyskotliwość, często spotykane u dojrzałego solisty koncertowego”. Recenzent dodał ponadto, że „wśród innych wybitnych pianistów, którzy zaznaczyli jej talent, są Rachmaninow i Hofmann”. 6 lutego 1924 roku w nowojorskiej Aeolian Hall miał z kolei miejsce debiutancki recital pianistki. Późniejsza recenzja w magazynie Musical America stwierdzała, że Reisenberg „zrobiła wrażenie na publiczności żywą jakością i łatwością gry”. Od tego momentu jej kariera nabrała tempa. 
Niekiedy Nadia Reisenberg występowała ze swoją siostrą Clarą Rockmore; szczytem ich wspólnej pracy artystycznej był recital Clary w The Town Hall w Nowym Jorku 27 października 1938 roku, który obejmował trudną sonatę a-dur Césara Francka. Oprócz tego zagrała też na dwóch albumach Clary: The Art of the Theremin, wydanym w 1977 roku i Clara Rockmore’s Lost Theremin Album, wydanym po śmierci obu sióstr, w 2006 roku.
W 1930 roku polsko-amerykański pianista i pedagog Józef Hofmann zaprosił ją do prowadzonej przez siebie uczelni Curtis Institute of Music z siedzibą w Filadelfii, w związku z czym rozpoczęła tam naukę. W 1935 roku uzyskała dyplom uczelni, a do 1938 roku kontynuowała studia podyplomowe. Oprócz tego sama uczyła w Curtis Institute of Music w latach 1934–1938, będąc asystentką dydaktyczną Hofmanna.
W latach 1939–1940 wykonała wszystkie koncerty fortepianowe Wolfganga Amadeusa Mozarta w cotygodniowych programach transmitowanych na całe Stany Zjednoczone przez nowojorską stację radiową WOR, z udziałem orkiestry WOR Radio Orchestra pod dyrekcją Alfreda Wallensteina. Gdy seria radiowych występów dobiegła końca, Wallenstein powiedział, że „Nadia była pierwszą pianistką w naszym kraju, która publicznie wykonała wszystkie koncerty Mozarta po kolei, a to było nie lada wyczynem”. Sama Reisenberg natomiast stwierdziła, że „zawsze będzie wielbić te siedem miesięcy jako najszczęśliwszy czas w całym swoim muzycznym życiu”.
W latach 40. XX wieku Reisenberg wielokrotnie występowała z Filharmonią Nowojorską pod dyrekcją Johna Barbirolliego i Artura Rodzińskiego, m.in. wykonując w 1945 roku w Carnegie Hall III koncert fortepianowy Siergieja Prokofjewa, kiedy orkiestrą dyrygował Rodziński – było to pierwsze spotkanie Nadii z tym dyrygentem od czasu jej pierwszego w życiu występu z orkiestrą 24 lata wcześniej.
W latach 50. XX wieku zrezygnowała z kariery solowej i większości tras koncertowych na rzecz muzyki kameralnej oraz nauczania. Od 1955 roku uczyła w Mannes School of Music, zaś od 1974 roku w Juilliard School. Dawała także prywatne lekcje. W dziedzinie muzyki kameralnej wielokrotnie występowała z kwartetem smyczkowym Budapest String Quartet i z takimi artystami jak skrzypkowie Mishel Piastro i William Kroll, klarnecista Simeon Bellison oraz wiolonczelista Joseph Schuster. Była ponadto jurorką w konkursach muzycznych, m.in. w Leventritt Competition.
Nadia Reisenberg nagrała na Long Play albumy, z których pierwszym była wydana w 1946 roku II sonata na klarnet Johannesa Brahmsa, wykonana z klarnecistą Bennym Goodmanem. Pozostałe nagrania, w większości zrealizowane w latach 50. XX wieku nakładem wytwórni Westminster Records, obejmują nokturny i mazurki Fryderyka Chopina, sonaty Josepha Haydna oraz dzieła Modesta Musorgskiego, Dmitrija Kabalewskiego,  Siergieja Rachmaninowa i Piotra Czajkowskiego.
W 1960 roku po raz pierwszy przyjechała do Izraela, aby odwiedzić siostrę Annę i jej męża. Gdy dowiedziano się o jej obecności, zorganizowano kursy muzyczne na Rubin Academy w Jerozolimie, które miała prowadzić. Uznanie było tak duże, że odwiedzała Izrael co dwa lata przez następne dwie dekady nauczając przed widownią złożoną z około 150 widzów, którzy chcieli usłyszeć zarówno studentów – którzy często sami byli też nauczycielami – jak i pianistkę. Wśród uczniów Reisenberg byłi czołowi izraelscy muzycy. 
W 1974 roku w Juilliard Theater w Lincoln Center otrzymała Medal Tarbut (Kultura) od America-Israel Cultural Foundation. Pięć lat później świętowała swoje 75. urodziny grając recitale ze skrzypkiem Erickiem Friedmanem, zarówno w Carnegie Hall, jak i na Caramoor Festival. W 1980 roku wraz z członkami kwartetu smyczkowego Juilliard String Quartet zagrała trio d-moll Felixa Mendelssohna-Bartholdy’ego i kwartet c-moll Gabriela Faurégo w Bibliotece Kongresu. 3 października 1981 roku w Carnegie Hall miał miejsce jej ostatni publiczny występ, w którym towarzyszył jej skrzypek Paul Doktor.

## Życie prywatne
Uważała się za Żydówkę, ale nie praktykowała żadnych obrzędów związanych z religią żydowską.
24 czerwca 1924 roku wyszła za mąż za Isaaca J. „Sashę” Shermana. Para doczekała się dwóch synów: Alexandra (ur. 1925), który został inżynierem, i Roberta (1932–2023), w późniejszych latach znanego prezentera radiowego oraz krytyka muzycznego. Małżeństwo trwało do śmierci Sashy Shermana w 1955 roku.
Zmarła 10 czerwca 1983 roku w wieku 78 lat w swoim domu na Manhattanie.

## Upamiętnienie
Synowie Nadii Reisenberg napisali wspólnie poświęconą jej życiu książkę Nadia Reisenberg: A Musician’s Scrapbook, wydaną w 1986 roku.
Na cześć pianistki nazwano konkurs pianistyczny Nadia Reisenberg Recital Award, organizowany na uczelni Mannes School of Music, na której przez wiele lat uczyła.